# Henk Zijm
Henk Zijm (Texel, 3 mei 1952) is een Nederlandse wiskundige en hoogleraar aan de Universiteit Twente, waar hij van 2005 tot 2009 tevens rector magnificus was. 
Zijm studeerde toegepaste wiskunde aan de Universiteit van Amsterdam, promoveerde aan de Technische Universiteit Eindhoven en werkte daarna geruime tijd bij Philips in Eindhoven. In 1987 werd hij daarnaast deeltijdhoogleraar aan de TU/e. 
Vanaf 1990 is Henk Zijm als hoogleraar Operationeel Onderzoek en Management aan de Universiteit Twente verbonden. Daarnaast was hij onder meer vice-deaan van de toenmalige faculteit Werktuigbouwkunde, directeur van het Centrum voor Productie, Logistiek en Operations Management (CPLOM), Wetenschappelijk Directeur van het Centrum voor Telematica en Informatietechnologie (CTIT), en kwartiermaker en eerste decaan van de samengestelde faculteit Elektrotechniek, Wiskunde en Informatica (EWI). Met ingang van 1 januari 2005 werd hij benoemd tot Rector Magnificus, een functie die hij per 1 januari 2009 aan Ed Brinksma heeft overgedragen. 
Na zijn rectoraat was hij onder meer opnieuw hoogleraar Productie en Supply Chain Management aan de Universiteit Twente en Wetenschappelijk Directeur van het Technologisch Topinstituut DINALOG (Dutch Institute for Advanced Logistics), gevestigd in Breda. Ook was hij van 2008 t/m 2010 President van de International Society of Inventory Management (ISIR), gevestigd in Boedapest, Hongarije. Daarnaast vervulde hij een groot aantal nevenfuncties, o.m. als lid van het Bestuur van de Stichting Technische Wetenschappen (STW), voorzitter van het Bestuur van het NWO-instituut voor Radioastronomie (ASTRON), lid van de Raad van Toezicht en voorzitter auditcommissie van de revalidatieinstelling 't Roessingh in Enschede, en Lid en Plaatsvervangend voorzitter van de Raad van Commissarissen van Oost NV (tegenwoordig Oost NL), de regionale ontwikkelingsmaatschappij voor Gelderland en Overijssel.
Bij zijn afscheid als Rector Magnificus werd Zijm benoemd tot Officier in de Orde van Oranje Nassau. Ook is hij buitenlands lid van de Koninklijke Vlaamse Academie van België voor Wetenschappen en Kunsten, Klasse Technische Wetenschappen.